# Венгерский олимпийский комитет
Венгерский олимпийский комитет (венг. Magyar Olimpiai Bizottság) — организация, представляющая Венгрию в международном олимпийском движении.

## История
Основан 15 декабря 1895 года. В 1895—1904 гг. комитет возглавлял Альберт Берзевици.
С 1906 по 1915 год секретарём Венгерского олимпийского комитета был Дежё Лаубер, разносторонний спортсмен и архитектор.
Президентом комитета с 2010 года является олимпийский чемпион 1988 года по спортивной гимнастике Жольт Боркаи, он сменил на этом посту Пала Шмитта, который был избран президентом Венгрии. Генеральным секретарём является олимпийский чемпион 1988 года по фехтованию Бенце Сабо.
Венгерский ОК является членом МОК и ЕОК.